# Brumisation
 (février 2017).
Si vous disposez d'ouvrages ou d'articles de référence ou si vous connaissez des sites web de qualité traitant du thème abordé ici, merci de compléter l'article en donnant les références utiles à sa vérifiabilité et en les liant à la section « Notes et références ».

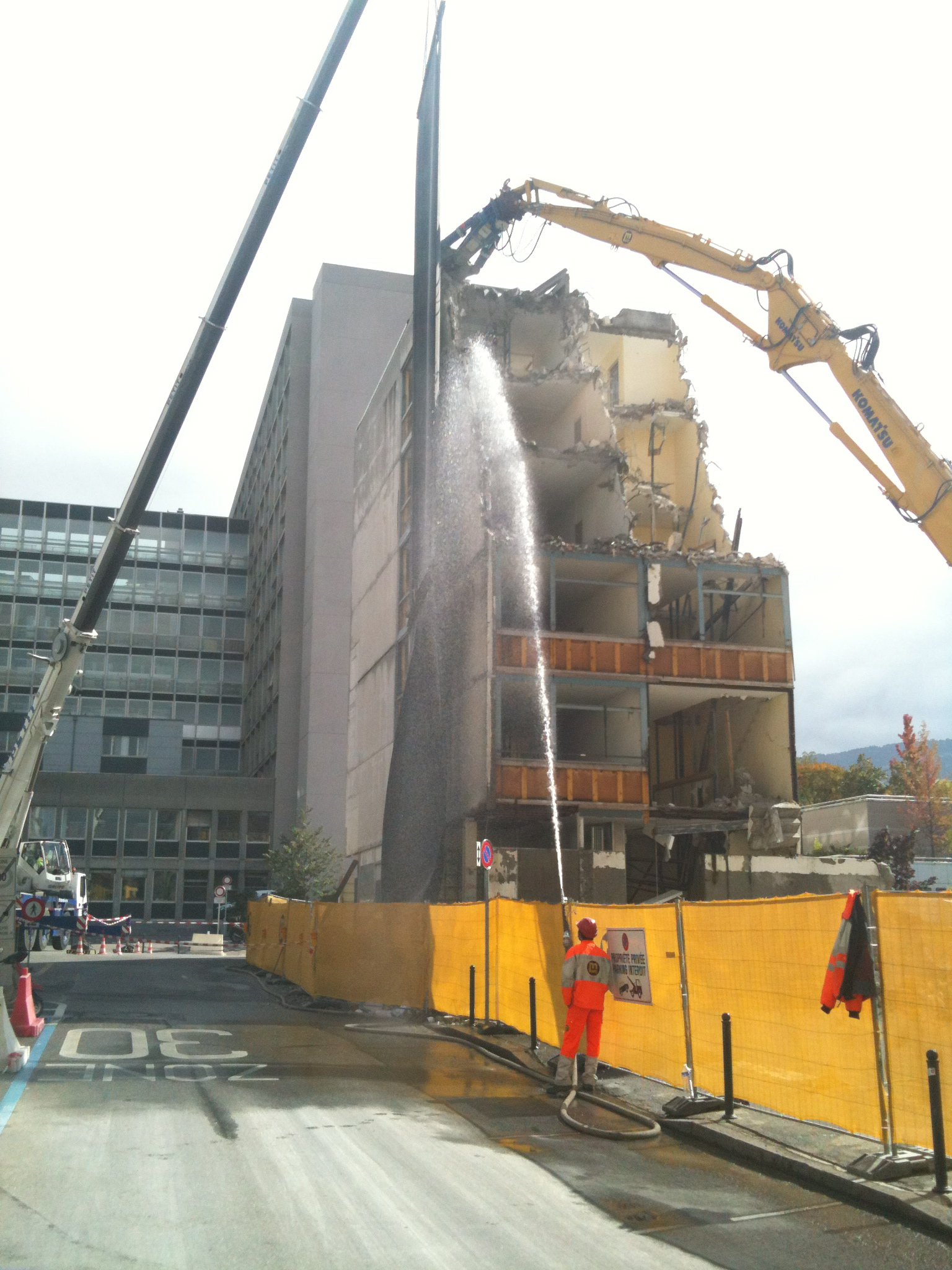
Brumisation à la lance à eau lors d'une déconstruction

Le procédé de brumisation consiste à projeter un liquide en fine gouttelettes, créant ainsi un brouillard d'eau. Ses applications sont nombreuses, principalement dans la sécurité.

## Principe général
L'eau est projetée sous pression (par une lance, une buse, par ruissellement). Dans le cas d'une utilisation à haute pression, l'eau est divisée en très fines gouttelettes, ce qui entraîne une faible consommation du liquide.

## Dans l'industrie
La brumisation haute pression permet :
- le traitement des mauvaises odeurs dans certains élevages et stations de compostages ou d'épuration,
- de refroidir les sites utilisant des condenseurs pour une meilleure performance,
- d'augmenter l'hygrométrie pour un meilleur rendement (centre de données, systèmes aéroréfrigérant...) ou une meilleure conservation (imprimerie, papeterie, commerce de produits frais (poissonnerie, fruits et légumes)...),
- d'optimiser le niveau de sécurité notamment dans les usines d'armements où la moindre étincelle peut être fatale (protection contre la déflagration)[1],
- d'offrir un meilleur environnement de travail dans les travaux publics, en créant une barrière d'eau destinée à piéger la poussière lors d'une démolition ou dans l'industrie extractive (carrières),
- d'abaisser la température de 12 degrés maximum selon le taux d'humidité dans l'air[2].

## Dans l'agriculture
- lors de l'arrosage de cultures notamment dans les serres de culture, en ayant des propriétés proches de la pluie. La brumisation haute pression va réguler la température et l'hygrométrie nécessaire notamment durant les périodes estivales,
- en réduisant la présence des parasites,
- pour diffuser des éléments nutritifs nécessaires dans certaines cultures,
- pour maintenir une température moyenne afin d'éviter le stress thermique des animaux[3].

## Hygiène et santé
La brumisation peut être utilisée dans les espaces publics, les lieux de spectacle et les lieux de consommation. Elle permet de créer des points de rafraîchissement pour les passants ou les clients durant les pics de température ou dans un espace trop clos.
La brumisation à destination de rafraîchissement peut être faite par plusieurs types de technologies : 
- par ruissellement ;
- par pulvérisation : 
  - par un système à ultrasons ;
  - par un système à haute pression ;
  - par des gicleurs à air comprimé (récipients à air comprimé de type aérosol, ou installations fixes) ;
  - par ultracentrifugation.

Les appareils peuvent être à réservoir, ou branchés directement sur le circuit d'alimentation en eau.
La brumisation produite par ces appareils peut parfois être favorable au développement de micro-organismes nuisibles à la santé humaine, notamment la bactérie Legionella pneumophila (pouvant être à l'origine de la légionellose) ou le bacille pyocyanique. Les recommandations pour éviter ce type de contamination en milieu hospitalier sont de limiter la température de l'eau, de désinfecter les appareils avant usage aux ultraviolets et de ne pas recycler l'eau brumisée,.

## Sécurité

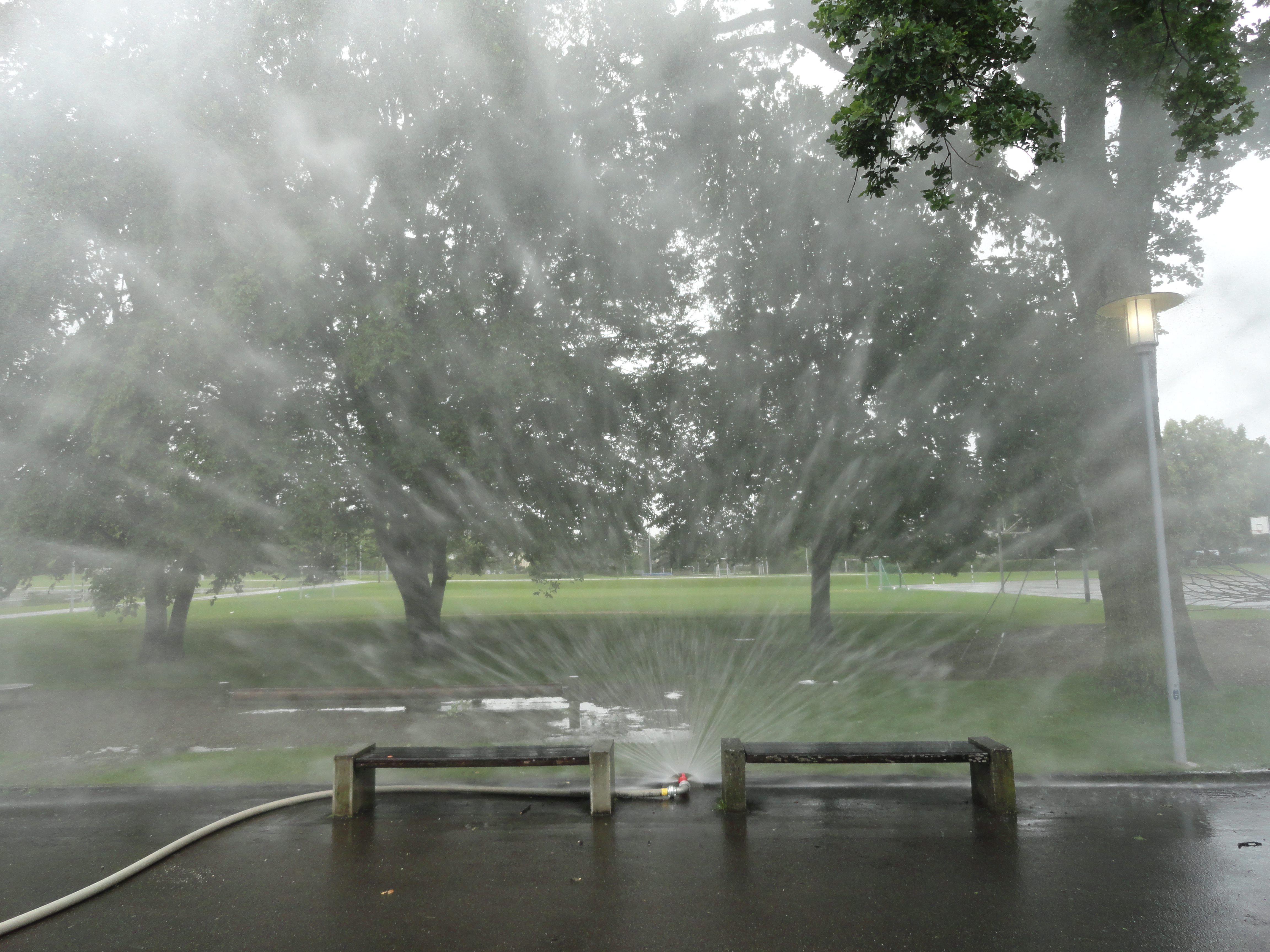
Démonstration d'une barrière de brumisation.

La brumisation est également utilisée dans la lutte contre les incendies :
- étouffement d'un incendie en intérieur, par saturation de l’atmosphère en eau (brumisation haute pression),
- barrière de refroidissement des gaz de combustion (jet diffusé d'attaque),
- barrière de protection contre la chaleur par un rideau d'eau lors d'un incendie (jet diffusé de protection).

Les extincteurs automatique à eau présents dans les bâtiments fonctionnement par brumisation. Leur utilisation longue génère cependant une surpression dans le local ainsi qu'une opacité qui peut être dangereuse pour les sapeurs-pompiers.

## Dans le bâtiment
La brumisation est utilisée également dans le secteur du bâtiment. Les chefs de chantier doivent prendre en compte l’environnement et sa réglementation concernant abattage de poussière, tant pour la qualité de vie des riverains que pour la protection de la flore locale (article 96 du RSD[Quoi ?])[pertinence contestée]. La brumisation permet abattage de la poussière grâce aux tailles similaires des gouttes d'eau et des particules de poussière[réf. souhaitée].

## Éclairage
La brumisation est utilisée comme système d'éclairage grâce à l'utilisation des LED[source insuffisante]. L'éclairage par brumisation est souvent utilisé dans les parcs d'attraction[réf. souhaitée].